# デスギドラ
デスギドラは、東宝の特撮怪獣映画『モスラ』（1996年）に登場する架空の怪獣である。

## 概要
頭部が3つあるなど姿はキングギドラに似ているが、体表には鱗がなく体色は黒で四足歩行。マグマを自在に操る。残忍な性格で、惑星の生命（特に地球上では植物の生命エネルギー）を好んで吸収し、植物を枯らす霧状の物質を体から発散して地域の酸素濃度を減少させ、自然を枯死させることで生きている宇宙怪獣である。
6,500万年前に火星の文明を荒廃させて不毛の星にしたあと、地球の植物に壊滅的な打撃を与えて恐竜を全滅させるが、モスラ一族に敗れて現代の北海道紋別郡の森林奥地の地底深くにある岩石製の城（岩城）に封印されていた。地面に埋まっているメダル「エリアスの盾」が封印の役割をしていたが、人間たちの森林伐採工事が原因で岩城が地上に露出したうえ、何も知らない人間の後藤裕一がエリアスの盾を剥がしてしまい、岩城が大爆発したことによって復活する。
復活したばかりの不完全体では、翼が短過ぎてまだ飛べないため、四足歩行しかできない。武器は口から吐く体内の火砕流をエネルギーに用いた光線や火炎。序盤は成虫モスラの多彩な攻撃技に苦戦するも次第に圧倒して返り討ちに追い込み、幼虫モスラが援護に来て2対1という不利な状況になってからもなお、互角以上に戦う。また、噛みつきや踏みつけも得意で、逃げ出した幼虫モスラの尻尾を踏みつけて尻尾や胴体に噛みつき、出血させるほどの威力である。
モスラ親子の挑発に乗り、ダムを破壊して濁流に呑み込まれるが生存し、寿命が尽きた成虫モスラが海底深く沈んだあと、地球の植物の生命エネルギーを補充してかつて地球を滅ぼそうとした際の翼を広げた完全な最終形態へ急成長した結果、翼を使って空を飛べるようになる。その後、黒雲状の力場で北海道全域の植物エネルギーを搾取し、その地域の酸素濃度の低下を招いて森林を死滅させる。最終的には、幼虫モスラが変態した新生モスラに敵わず敗れ、エリアスの盾で再封印された。
公開当時に扶桑社から刊行された波多野鷹のノベライズ版では、宇宙のエントロピーを増やす傾向から生まれた、生命の存在しない宇宙を構築するための負の生命とされており、神に等しいその存在に死はないとされ、その設定にもとづき「負の生命」と記述する書籍もある。
その正体は不定形のマグマ状生命体であり、『モスラ超全集』やノベライズ版によれば、その姿はかつて交戦したキングギドラのほか、中生代の恐竜や爬虫類の外観をコピーしたものとされている。

## 武器
火砕流撃弾（）
口から吐く体内の火砕流をエネルギーに用いた光線。最終形態では威力が5倍以上に強化される。
火龍重撃波（）
中央の首の口から吐く灼熱の火炎。
剛烈駆雷震（）
地割れを起こし、地下のマグマを噴出させる。親モスラに使用するが、常に空中にいるため、あまり効果がない。
天怒爆突（）
体の一部を爆発させる。死角である背中に取り付いた親モスラに使用し、吹き飛ばすと同時に大ダメージを与える。
轟砲一閃（）
高熱エネルギーによるバリア。幼虫モスラに浴びせられたエクセル・ストリングスを振り払う。イリュージョン・ミラージュで無数の小型モスラに分裂したモスラにも使用するが、振り払いはするもののダメージは与えられない。
三重渦撃砲（）
劇中未使用。3つの首から火砕流撃弾を一斉に放ち、回転かつ増幅させる。
炎龍旋風撃波（）
劇中未使用。三重渦撃砲の速度と回転をさらに向上させる。

## 制作
創作経緯
プロデューサーの富山省吾は、主役のモスラが優しい守る怪獣であることから、その対戦相手にふさわしい悪くてかっこよい怪獣としてキングギドラを発想した。一方、特技監督の川北紘一は、四足歩行怪獣にすることを要望し、最終的にこれらを合わせた新怪獣となった。脚本を担当した末谷真澄は、ふわふわしたモスラに対し、固くて尖った岩のような姿として小説『幼年期の終り』に登場する宇宙人をイメージしていた。
富山は、ネーミングの時点ではギドラ一族の一種と想定していた。植物のエネルギーを吸い取るという設定は、末谷が1か月ほど入院して退院した際に自宅の観葉植物が縮んでいたという経験から発想したものである。
富山によれば、デスギドラのキャラクターを脚本に定着させるのが難しく、決定稿の完成に時間がかかったという。川北は、脚本でデスギドラそのものの性格が表現されておらずわからなかったため、地球を駄目にする得体の知れない存在としてイメージしたという。

デザイン
デザインは吉田譲。キングギドラとの差別化のため、顔を長く、首は短くする方向性となり、四本足の怪獣としてデザインされた。川北は、キングギドラやデストロイアを思わせる名前であることから、デザインに苦悩したと述べている。
検討稿では、西洋のドラゴンのような顔の3つの体が合体したものや、前面に骨の意匠を押し出したもの、二足歩行のものや2本腕と4本脚のものなどが存在した。また、岡本英郎による検討案では、1本首から3本首に成長するというものもあった。
体色は、モスラとの対比でモノトーンとなった。
1つ首と光線を発射する器官が3つにしたものや、P-38をモチーフにした尻尾が2本のものも描かれ、後者は『モスラ2 海底の大決戦』のダガーラへ発展した。また、4足歩行のデザインは、「のちのカイザーギドラに近い」とも評されている。

造型
造型はモンスターズ。チーフの若狭新一のもと、リーダー兼頭部原型担当の伊藤成昭や八木文彦をはじめ、寒河江弘、山岡英則、渡辺勉、そしてメカニカル製作のレプリカの江久保暢宏がそれぞれ担当。デザインが難航したため、造型での決定マケットは制作されなかった。
動きやすさを重視するため、粘土原型は頭部と首のみが作られ、ボディはスーツアクターから型を取り、ウレタンの直付けで作られた。着ぐるみの前足には杖が入れられ、後足が膝をつかないようにしている。
着ぐるみの翼は付け根の部分で着脱が可能となっている。翼の造形は、デストロイアと同じ方式で行われた。
造形物は着ぐるみのほか、25分の1スケールの飛行用と首の可動ギミックを内蔵した小型のものの3種類が造られた。若狭は、そのほかにも映画『ヤマトタケル』のヤマタノオロチの首を改造した一本首、ギニョール、落とし用もあったと証言している。
一本首は出現シーンの撮影に用いられ、スーツの首よりも1.5倍の長さがあり、ワイヤーで操演しているが、操作担当は爆炎でほとんど首が見えず勘で動かしていたという。
ギニョールは、モスラの翼に噛みつくシーンなどに用いられた。
パンフレットによれば、3つの首は操演時の区別のため、右からそれぞれ「のぞみ・かなえ・たまえ」と呼ばれていた。

撮影・演出
スーツアクターは吉田瑞穂。吉田は中腰の姿勢で演じるため、全身をワイヤーで吊って負担を軽減していたが、演技中にワイヤーに引っ張られてしまうこともあり、合成で消すワイヤーの量も多かったという。
スーツは後ろ足で立ち上がれるなど機動性が高く、川北もこの着ぐるみを気に入っていたという。伊藤によれば、川北は造型中のテストでスーツを着用した吉田が立ち上がっていたのを見て、撮影にも取り入れていたという。一方、機動性の高さゆえにきつい演技を要求されることも多かったといい、伊藤はモスラを噛んで放り投げるシーンの撮影後に顎がガタガタになっていたと証言している。また、首が長いことから吊る際のしなりで操演には苦労があったといい、内部にパイプが追加された。使用する火薬の量も多かったため、防煙塗料を吹き付けるなどの安全対策がとられた。
出現シーンの撮影では、スーツからは足元が見えないうえにセットが斜面になっているため、吉田はほとんど何も見えない状態で演じなければならず、火薬の仕掛けもあるためにルートを間違えるわけにもいかず、テストを繰り返して体で覚えるしかなかったという。
川北は、デスギドラの能力として溶岩の弾を吐くことを考えたが、迫力に欠けたことから、火炎や光線を使い分けるかたちとした。また、マグマのエネルギーを用いるという設定から、地殻変動を能力に取り入れた。
スーツの配色は、造型段階では緑がかっていたが、撮影が進むにつれて黒くなっていったという。そのため、後半の撮影で用いられたギニョールは、スーツにあわせて黒く塗り直されることとなった。
地割れの描写は、移動用の平台を2つ合わせてその上を飾りこみ、これを逆方向に引っ張り、間に仕掛けられた火薬を爆発させて表現している。
デスギドラがダムの濁流にのまれるシーンでは、実際にダムのセットを破壊して水を流しているが、流れる水量が想定よりも少なく、デスギドラが濁流よりも前に流されているようにも見えてしまったため、合成で水を足しており、顔のアップに水がかかるカットも追加された。川北は、デスギドラが後ろ向きの画しかなかったため、迫力がなかったとも述べている。
デスギドラの最期は、何度か上昇と落下を繰り返すという描写が撮影されたが、完成作品では省略されて1回のみとなった。編集で各カットを織り交ぜているため、オープン撮影とセット撮影が混在しており、カットごとにスケール感が異なっている。
鳴き声はゾウの声をベースとしている。